# Mimikri

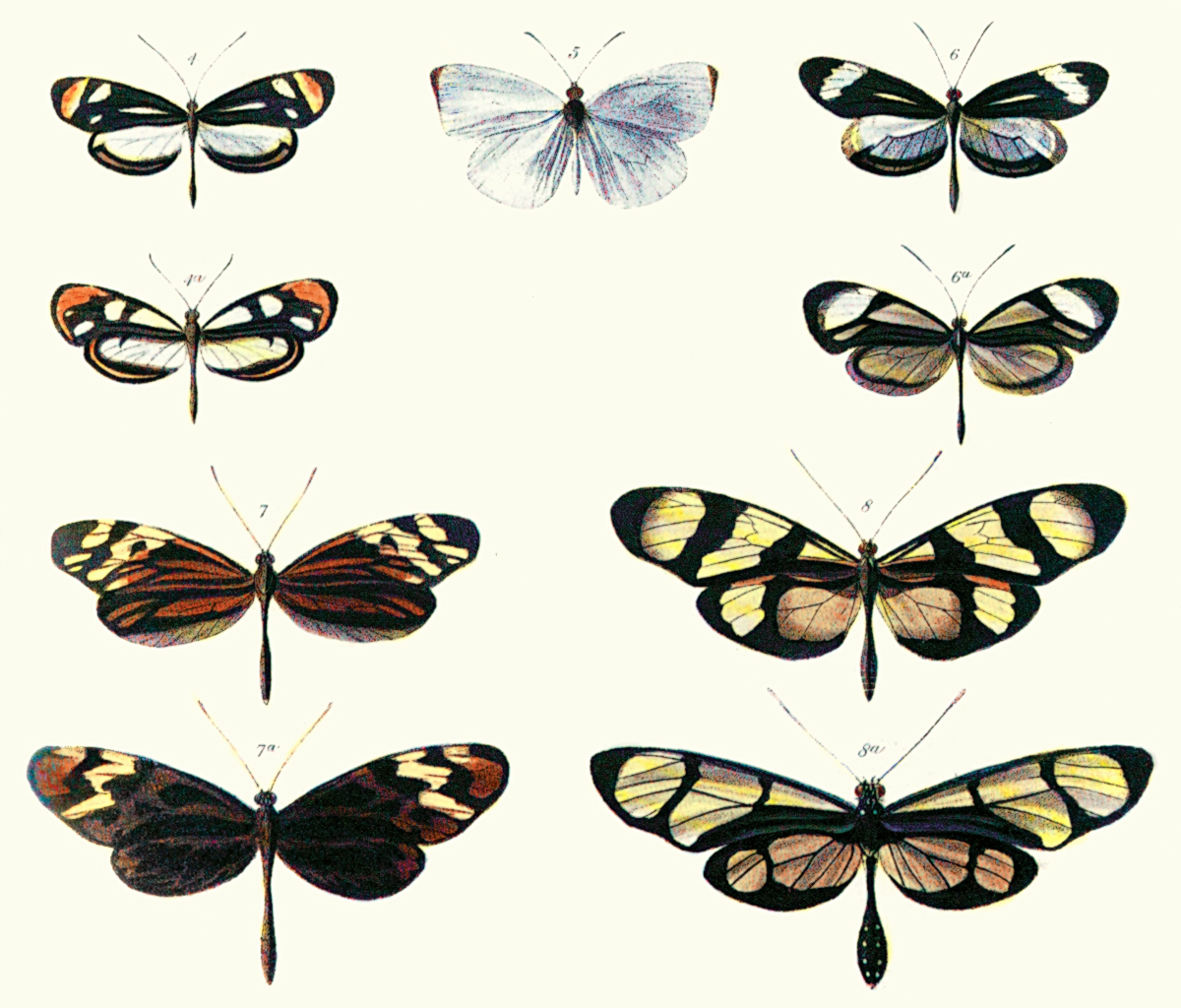
Henry Walter Bates 1862-es könyvének egyik ábrája, amelyen a Dismorphia és Ithomiini lepkefajok közötti hasonlóságot mutatja be

A mimikri a biológia azon jelensége, amikor egy élőlény valamelyik másik élőlény, esetleg élettelen tárgy külső jellegzetességeit utánozza, hogy ebből előnye származzon (pl. elkerülje a ragadozót vagy éppen ellenkezőleg, megtévessze a zsákmányállatát).

## Sajátosságai
A mimikrivel többnyire más fajokat, ritkábban ugyanazon faj más egyedeit utánozzák. Az utánzott tulajdonság lehet vizuális (pl. alak, szín, fényjelzés), hang, kémiai jellegű (szag), elektromos vagy ezek kombinációja. A hasonlóság mindkét egyed javát is szolgálhatja, ebben az esetben a mutualizmus körébe esik; máskor csak az egyik fél húz hasznot a mimikriből (pl. ragadozók vagy paraziták esetében).
A szélesebb értelemben vett mimikri magában foglalhatja az álcázást vagy kamuflázst is, amikor élettelen tárgy (pl. kő, levél, virág vagy akár madárürülék) alakját másolják. Sok állat szemfoltot visel magán, amellyel elijeszthetik a ragadozókat. Más esetekben az állat automimikrivel saját maga testrészeit utánozza, mint amikor egyes kígyók feje olyan alakú, mint a farka, vagy halak a kevésbé sérülékeny farkuk közelében viselnek szemfoltot, hogy a ragadozók inkább ott támadjanak rá. Megint máskor saját, ellenkező nemű fajtársaikra hasonlítanak.
Az utánzó és az utánzott között sok esetben evolúciós fegyverkezési verseny indul meg, különösen ha az negatív hatással van az egyik félre. Ilyenkor az utánzó igyekszik tökéletesíteni a hasonlóságot, vagy az utánzott vesz fel valamilyen más alakot.p161 A külső hasonlóság nem mindig mimikri eredménye, az azonos életmód okozta konvergens evolúció eredménye is lehet.
A mimikri szó a görög mimetikosz (hasonló) vagy mimeiszthai (utánozni) szóból ered. Először 1637-ben írták le, de akkor még emberekre használták; a zoológiában 1851 óta használatos.

## Típusai
A mimikrinek számos válfaja ismert. Az alábbiakban áttekintést adunk mindegyikről, kiemelve a különböző formák közötti hasonlóságokat és különbségeket. Az osztályozás gyakran az alapján történik, hogy mi vele a célja (pl. védekezés a ragadozók ellen vagy éppen ellenkezőleg, a hatékonyabb vadászat) az állatnak vagy növénynek. Bizonyos esetek több kategóriába is eshetnek, például az automimikri és a támadó mimikri nem zárja ki egymást, mivel az első az utánzó és a célmodell közötti faji kapcsolatot írja le, a másik pedig a mimikri funkcióját (vadászat).

### Védekező

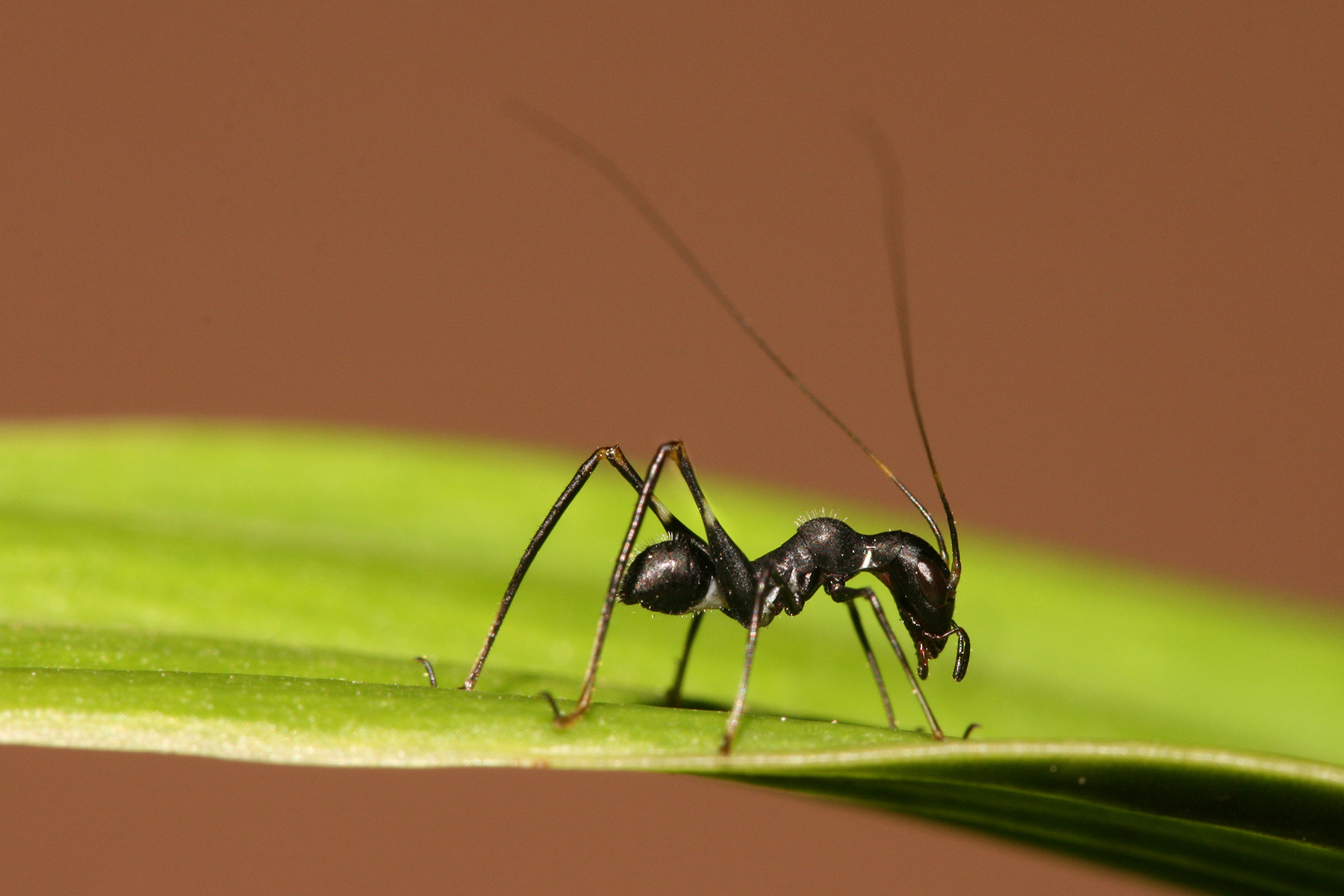
Hangyát utánzó Macroxiphus szöcskefaj

A védekező mimikri esetében az utánzó igyekszik elkerülni vagy elriasztani ellenségeit azáltal, hogy összetévesszék őt valamilyen másik fajjal. Az első három kategóriában figyelmeztető színnel rendelkező fajokra hasonlítanak:
- a batesi mimikri, ahol az ártalmatlan élőlény veszélyesnek látszik
- a mülleri mimikri, ahol két vagy több veszélyes élőlény egymásra hasonlítva fokozza a riasztó hatást
- a mertensi mimikri, ahol a halálosan veszélyes élőlény egy kevésbé veszélyes, de kellemetlen fajra hasonlít

A negyedik, vavilovi mimikri esetében az ember szelektáló hatására a gyomnövények haszonnövényekre kezdenek hasonlítani.

#### Batesi mimikri

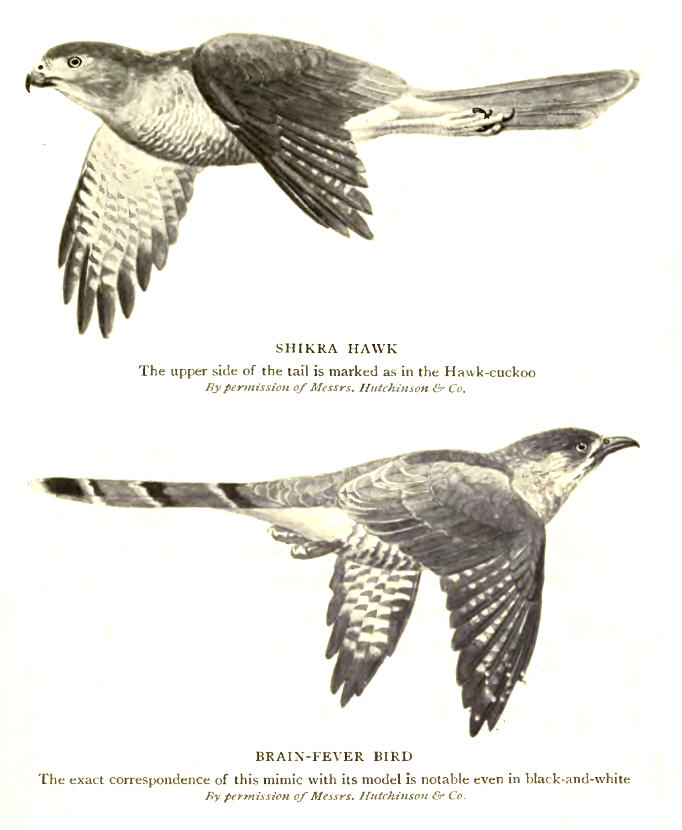
Karvalyt utánzó kakukk.

A batesi mimikri esetében az utánzó hasonló külső jegyekkel rendelkezik mint a modellje, miközben nincsenek meg azok a tulajdonságai, amik miatt a ragadozók elkerülik azt (rossz íz, méreg, stb.); mondhatni az utánzó "farkasbőrbe bújt bárány". Nevét az angol természettudósról, Henry Walter Batesről kapta, aki az amazóniai lepkék tanulmányozása során írta le a jelenséget. Ez a stratégia addig működik jól, amíg az utánzó gyakorisága jelentősen alacsonyabb, mint a modellé és a ragadozóknak nem éri meg külön odafigyelnie kettejük megkülönböztetésére. Ez egyébként a mimikri többi fajtájára is igaz. A batesi mimikri csak addig tartható fenn, amíg a ragadozónak több kárt okoz a modell elfogyasztása (kellemetlen szájíz, mérgezés), mint amennyi előnyt az utánzó elfogyasztásával szerez (extra kalória). Ha a modell gyakoribb, a ragadozó nagyobb eséllyel találkozik vele először és megtanulja, hogy a hasonló külsejű zsákmányt a későbbiekben jobb lesz elkerülnie. Ha azonban az utánzó elég gyakori, akkor a fiatal ragadozó nagyobb eséllyel őt zsákmányolja először és hajlamosabb lesz a későbbiekben is többször próbálkozni még akkor is, ha közben rossz tapasztalatokat szerez a modellel.

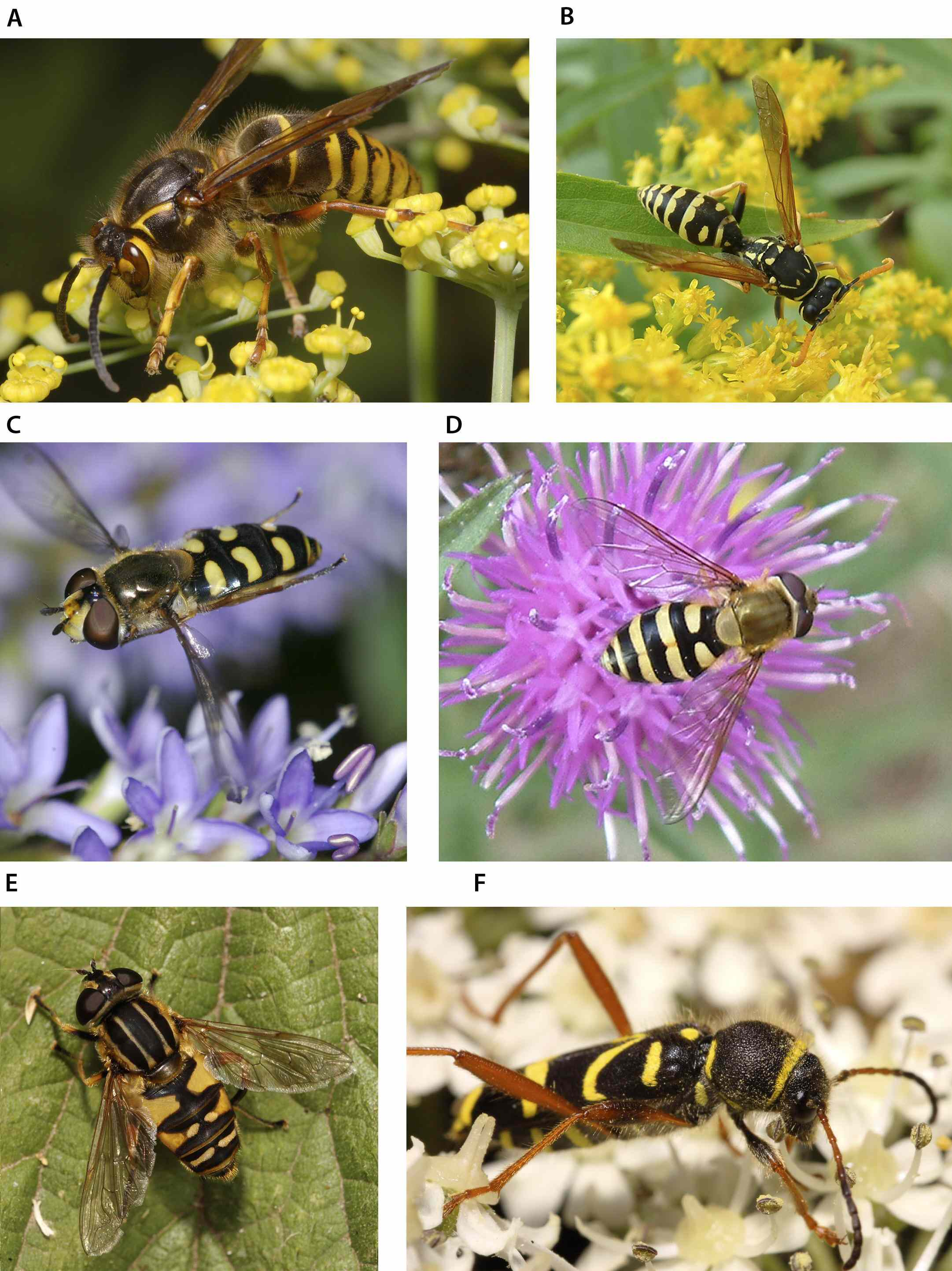
Sok rovar (mint a zengőlegyek vagy darázscincérek) utánozza a veszélyes darazsak figyelmeztető fekete-sárga színezetét

A lepkék között sok páldát találhatunk a batesi mimikrire. Az amerikai trópusokon élő Consul fabius és Eresia eunice a rossz ízű Heliconius lepkéket (pl. a H. ismenius-t) utánozzák. Az észak-amerikai Limenitis arthemis pillangó nagyon hasonlít a mérgező farkasalma-fecskefarkúra (Battus philenor). Egyes ehető medvelepkék olyan ulrahangokat adnak ki, mint a rossz ízű fajok. Az utánzó polipok (a Thaumoctopus nem tagjai) úgy riasztják el a kellemetlenkedőket, hogy alakjuk és színük szándékos változtatásával veszedelmes tengeri kígyóra vagy tűzhalra hasonlítanak. Az amazóniai sisakos harkály (Dryocopus galeatus) a nála nagyobb Dryocopus lineatus és Campephilus robustus külső jegyeivel (piros taréj, fekete hát) rendelkezik, így a közepes méretű ragadozók kisebb eséllyel támadnak rá. Mimikrije sokáig a taxonómusokat is megtévesztette, akik a külső hasonlóság és azonos élettér miatt sokáig közeli rokonoknak tartották őket. A batesi mimikri a növényvilágban is előfordul, pl. a dél-amerikai kaméleoniszalag (Boquila) kúszónövény esetében, amely (bár maga ehető) hasonló leveleket növeszt, mint a rossz ízű támasznövénye.

#### Mülleri mimikri

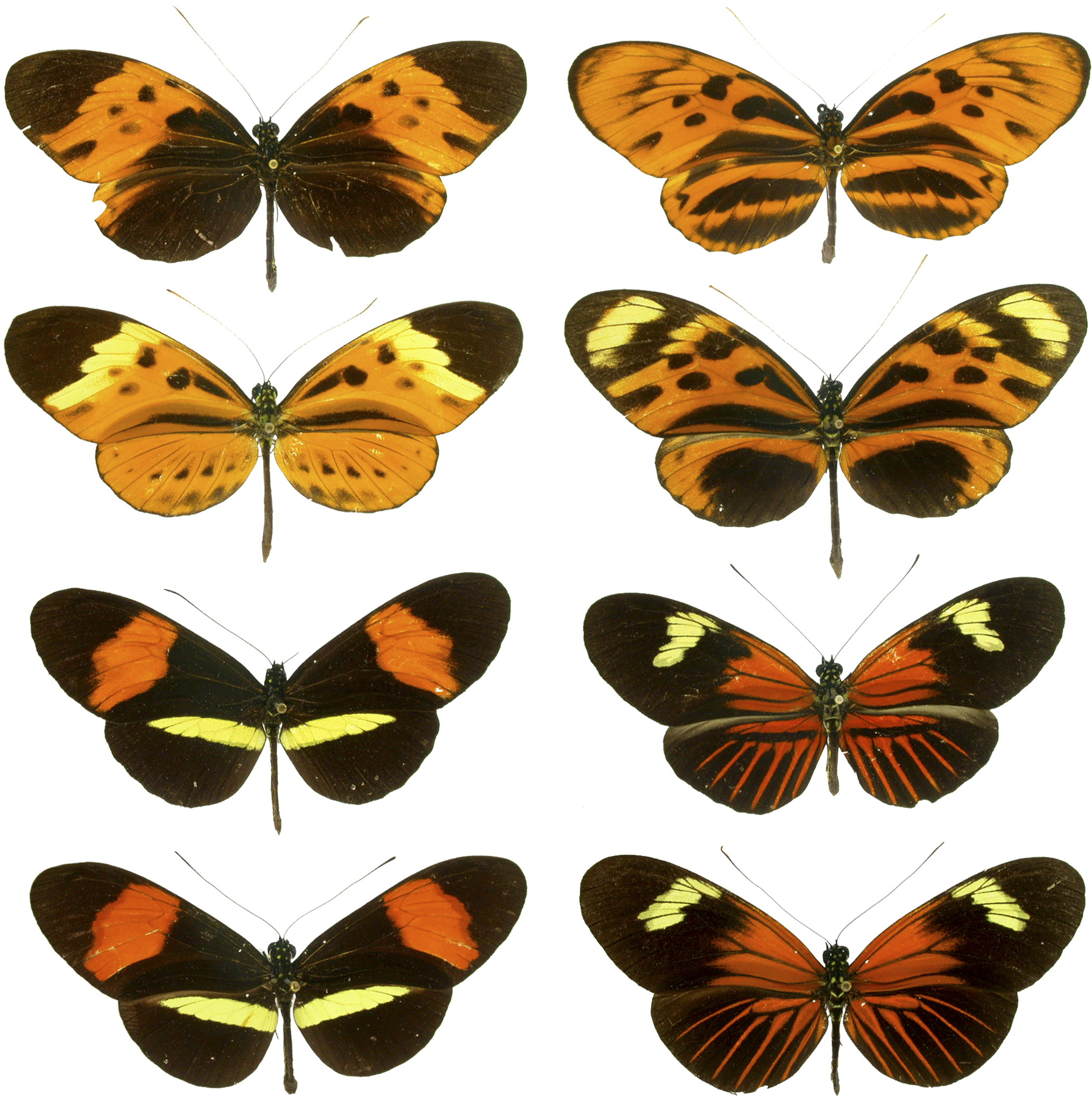
A trópusokon és a nyugati féltekén honos Heliconius lepkék tipikus példái a mülleri mimikrinek

Fritz Müller német természettudós figyelte meg, hogy néha két (vagy több), amúgy egyformán kellemetlen ízű vagy mérgező faj hasonló figyelmeztető mintázattal rendelkezik. A batesi elv alapján ezt nem lehet magyarázni; miért kellene egy másik fajra hasonlítaniuk, ha valódi ragadozóriasztó mechanizmussal rendelkeznek? Müller matematikai modellel bizonyította, hogy ilyen esetekben, amikor a ragadozó összetévesztheti a két fajt, összességében mindkettőnek jobbak a túlélési esélyei. Ellentétben a batesi mimikrivel, itt az utánzó és modell is nyer, vagyis tulajdonképpen mutualista kapcsolat jön létre a két faj között. Jól jár a ragadozó is, mert nem kényszerül a két faj külön-külön felismerésére, hanem elég egy általános figyelmeztető külsőt megjegyeznie. A mülleri mimikriben már nem is lehet egyértelműen utánzóról és modellről beszélni, legfeljebb akkor, ha az egyik csak kis számban van jelen és alkalmazkodik a nagy létszámú, jól bejáratott figyelmeztető színrendszerhez. Ha a két faj gyakorisága között nincs nagy különbség, akkor jellemzően mindketten alkalmazkodnak egymáshoz.

A batesi és mülleri mimikri összehasonlítása (zengőlégy – darázs – méh)

A mérgező észak-amerikai pompás királylepke (Danaus plexippus) mülleri mimikriviszonylatban áll a valamivel kisebb, szintén méreganyagokat felhalmozó "alkirálylepkével" (Limenitis archippus), színük és viselkedésük hasonló, bár nem közeli rokonok. Utóbbinak több alfaja is van, ezek a helyi Danaus-fajokhoz hasonlítanak: Floridában a D. gillippus-hoz, míg Mexikóban a D. eresimus-hoz. A L. archippus így egyszerre három fajjal alkot mülleri párosokat. Esetüket sokáig a batesi mimikri szép példájának hitték, míg ki nem derült, hogy az alkirálylepke valójában még kevésbé ehető, mint a királylepke. A Morpho pillangónemzetség tagjai ehetőek, de egyes fajok (mint pl. a M. amathonte) igen jól repülnek és a rájuk vadászó madarak – még azok is amelyek a lepkevadászatra specializálódtak – csak üggyel-bajjal kapják el őket. A legtöbb Morpho-faj feltűnő kék színezete így egyfajta figyelmeztető szín lehet a ragadozók számára és a jó repülők mülleri mimikrivel erősítik hatását. Ugyanakkor figyelembe kell venni, hogy a hímek a feltűnöbb színezetűek, így kialakulásában a nemi szelekció is szerepet játszhat. Másik példa a mülleri mimikrire az észak-amerikai lepkék (többek között a Agraulis vanillae, Dryadula phaetusa, Dryas iulia) csoportja, amelyek mind egyformán élénk narancssárgák és veszély esetén undorató szagú és ízű váladék kibocsátásával riasztják el a ragadozót. Szintén Észak-Amerikában honosak az Apheloria és Brachoria ezerlábú genusok azon fajai (legalább hét) amelyek hasonló színekkel figyelmeztetik a támadókat mérgező, szemmmaró váladékukra.

#### Emsleyi/mertensi mimikri

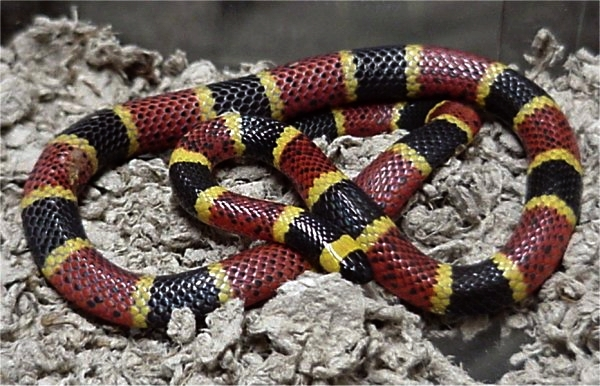
A halálos mérgű texasi korallkígyó (Micrurus tener)

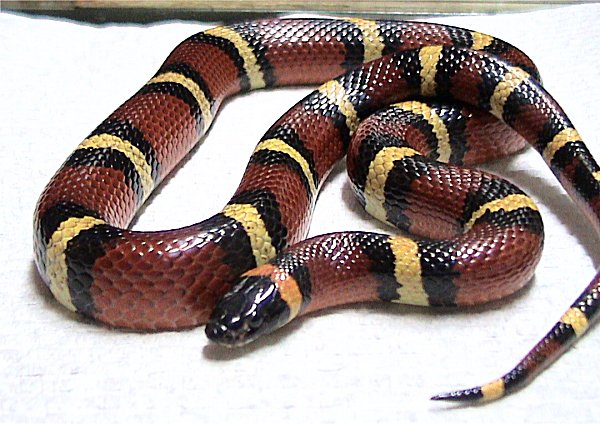
Az ártalmatlan vörös királysikló (Lampropeltis annulata)

Az emsleyi vagy mertensi mimikri azt a ritka esetet írja le, amikor egy halálosan veszélyes állat egy kevésbé veszélyeset imitál. A jelenségre elsőként M. G. Emsley hívta a figyelmet egyúttal magyarázva azt, hogy egy ragadozó hogyan tudja megtanulni, hogy egy halálos mérgű élőlény (pl. korallkígyó) figyelmezetető színeitől óvakodnia kell, anélkül hogy az első találkozás során elpusztuljon. Elméletét Wolfgang Wickler dolgozta ki, aki a jelenséget Robert Mertens német herpetológusról nevezte el.
A jelenség annyiban szokatlan, hogy a mimikri során többnyire a veszélyesebb faj szolgál modellül. De ha a ragadozó elpusztul az első találkozás során (és az összecsapásban az utánzó is megsérülhet vagy akár áldozatul is eshet), akkor nincs alkalma megtanulni, hogy az utánzót jobb elkerülnie. Az utánzó elvben jobban jár, ha élénk figyelmeztetés helyett inkább álcázó színt visel. De ha a ragadozó korábban már megtanulta elkerülni egy másik, kevésbé veszélyes kígyó figyelmeztető mintázatát, a halálos mérgű profitálhat abból, hogy ha maga is felveszi azt a mintázatot.
A mertensi mimikrire jó példa a halálos marású korallkígyó (Micrurus fajok) amely hasonló színezetű, mint a hamis korallkígyó (Erythrolamprus). Ugyanakkor az ártalmatlan vörös királysikló (Lampropeltis triangulum) batesi mimikrivel utánozza a hamis korallkígyót.

#### Wasmanni mimikri
Az Erich Wasmann által leírt esetben az utánzó olyan modellt imitál, amelynek a fészkében, bolyában, kolóniájában (általában hangyák, termeszek, méhek, darazsak) maga is parazitaként él.

#### Vavilovi mimikri

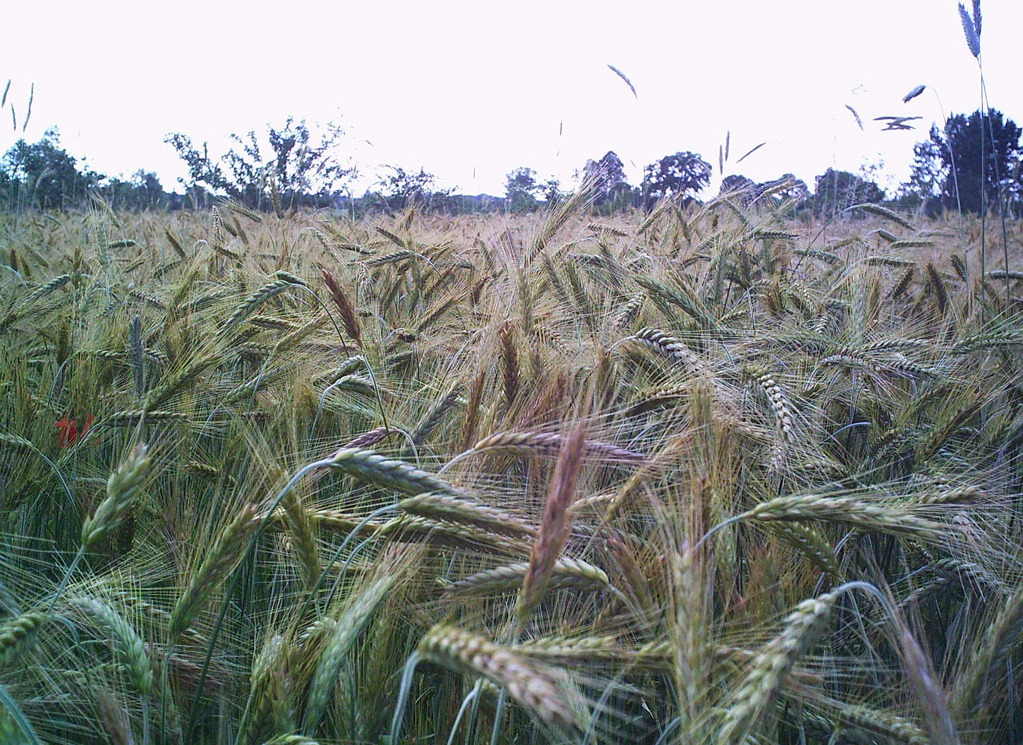
A rozs eredetileg a búzát utánzó gyomnövény volt

A vavilovi mimikri során a gyomnövények hasonulnak a termesztett haszonnövények külsejéhez (hogy elkerüljék a gyomlálást), vagy a magjuk válik hasonlóvá, hogy a betakarításkor a válogatás és rostálás után is elkeveredhessenek a vetőmaggal. A jelenség Ny. I. Vavilov orosz-szovjet botanikusról és genetikusról kapta a nevét.
A vavilovi mimikri az akaratlan mesterséges szelekció következménye. A gazdák egyáltalán nem szeretnék, hogy a gyom egyre inkább a haszonnövényre hasonlítson, ez mégis sok esetben megtörténik. Az Echinochloa oryzoides fűféle a rizs gyomja és külsőre nagyon hasonlít rá. Magja is gyakran a rizs közé keveredik. Van olyan elmélet, miszerint a rozs is kezdetben a búza gyomja volt, de olyan jól sikerült utánoznia, hogy végül megérte külön is termeszteni. Vavilov az ilyeneket "másodlagos haszonnövénynek" nevezte.
A vavilovi is a védekező mimikrik közé tartozik, az utánzó modellje egy olyan faj, amelyet a "ragadozó" ember nem bánt, sőt terjeszt. Annyiban a batesi mimikri alesetének tekinthető, hogy a gyom nem rendelkezik azzal a tulajdonsággal (tápérték) ami a modell védettségét adja, valamint hogy jelenléte inkább kárára van a modellnek és a "ragadozónak" egyaránt. Annyiban mégis különbözik tőle, hogy a modell és a ragadozó nem ellenségei egymásnak, hanem inkább mutualista kapcsolatban állnak, az ember megeszi ugyan a haszonnövényt, de védi és terjeszti is. A másik különbség, hogy ez a fajta viszonyrendszer természetes ökoszisztémákban nem létezik.

#### Gilberti mimikri
Ebben az esetben az utánzó a ragadozóját utánozva próbálja elűzni azt. Nevét Lawrence E. Gilbert ökológusról kapta. Csak egyetlen ilyen viszony ismert: az észak- és dél-amerikai golgotavirág (Passiflora-fajok) méreganyagokkal igyekszik távol tartani a növényevőket. A Heliconius lepkék hernyója azonban le tudja bontani a mérget így ő a növény egyik fő természetes ellensége. A golgotavirág levelein kis kinövések a lepke petéit utánozzák. Mivel ezeknél a fajoknál a kikelő hernyók a konkurenciával leszámolandó először megeszik a többiek petéit, a lepkék kerülik az olyan leveleket, ahol már lerakott petecsomót látnak. Az "álpeték" cukros áladékot is kiválasztanak, odavonzva a hangyákat, a darazsakat és a hernyók többi ellenségét.

#### Broweri mimikri

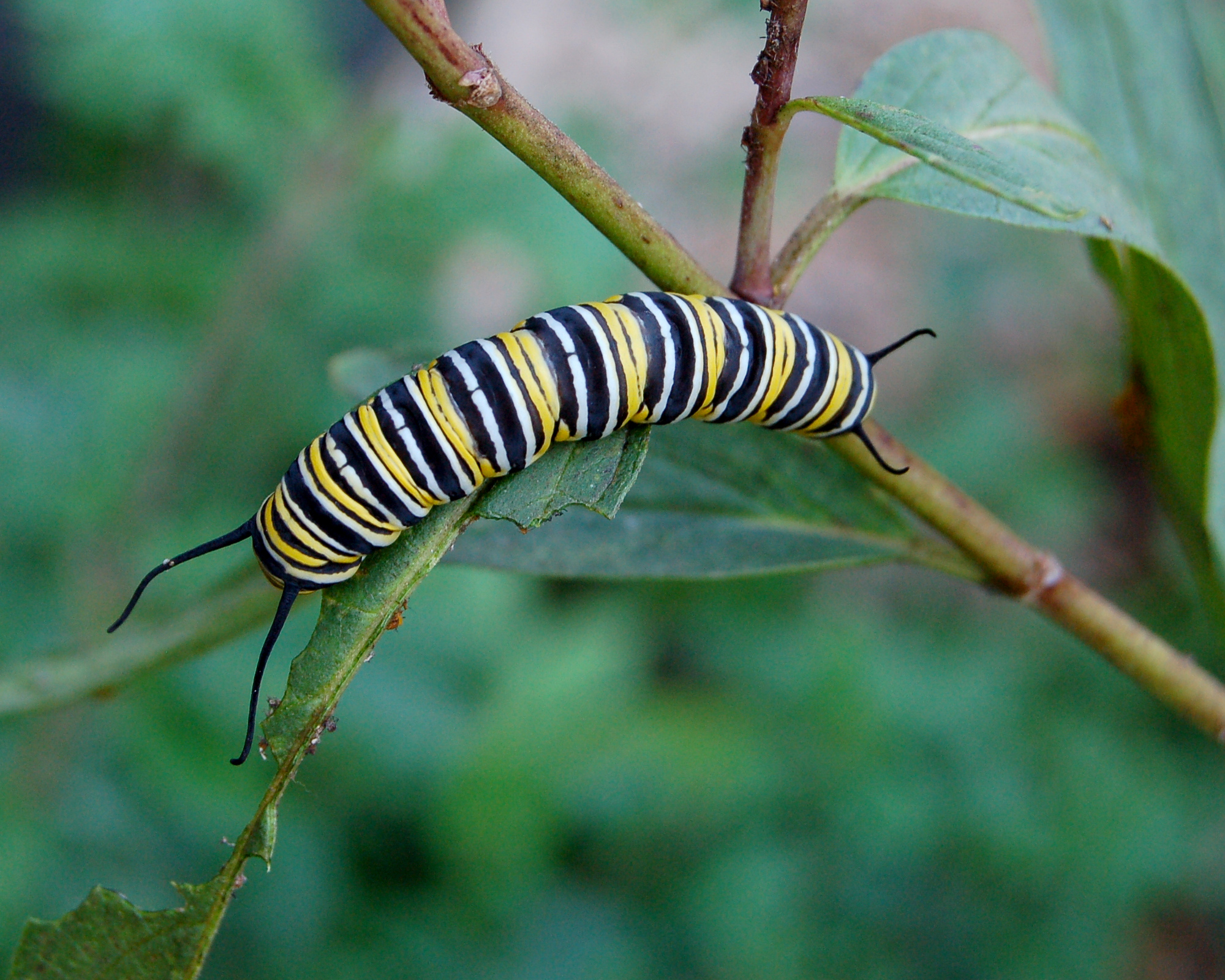
Pompás királylepke hernyója

A broweri mimikri (nevét Lincoln P. Browerről és Jane Van Zandt Browerről kapta) az automimikri egy sajátos formája, amikor az utánzó ugyanahhoz a fajhoz tartozik, mint a modell. Olyankor fordulhat elő, amikor a fajon belül az egyedek mérgezősége, rossz íze nem egyforma. Ha például a pompás királylepke hernyója selyemkórón táplálkozik akkor felhalmozza magában annak toxinjait (és még lepke korában is marad belőle), míg a káposztán táplálkozó példányok ehetőek a ragadozók számára. Az előbbiek figyelmeztető színe megvédi az utóbbiakat, holott valójában nem mérgezőek. A nemek között is lehet veszélyességi különbség. Afrikában figyelték meg, hogy egy majom rendszeresen megette az Anaphe lepkék hímjeit, míg egy rossz ízű nősténnyel nem találkozott és utána elkerülte a hasonló lepkék minden egyedét.

### Támadó

#### Ragadozók
A támadó mimikrit a ragadozók vagy paraziták használják, amelyek "báránybőrbe bújt farkasként" valamely ártalmatlan faj külső tulajdonságait imitálják, hogy megtévesszék zsákmányukat vagy gazdaállatukat. Az utánzó sok esetben magát a zsákmányt (gazdaállatot) utánozza, máskor a modell a megtévesztendő zsákmány számára érdektelen vagy akár hasznos. A modell számára ez a fajta mimikri lehet hasznos, káros vagy érdektelen. Ahogyan a paraziták egyfajta ragadozónak is tekinthetők, a parazita-gazdaszervezet mimikrit is a támadó mimikri egyik alesetének tekintjük.
A pókok körében viszonylag gyakori mind a támadó mimikri, mind a környezetbe belesimuló álcázó színezet és forma. Az Észak- és Dél-Amerikában élő Trichonephila clavipes feltűnő aranysárga hálót sző, amelyet napsütötte helyekre feszít ki. Kísérletekkel mutatták ki, hogy a méhek lassabban tanulják meg a sárga színű háló elkerülését mint más színűekét. Mivel a sárgát többnyire a nektártermő virágokhoz társítják, valószínűleg nem éri meg nekik elkerülni ezt a színt. Egy másik amerikai pókfaj, az Argiope argentata cikcakkos mintákat sző a hálója közepébe, amelyek az ultraibolya fényt visszaverve a virágok nektár felé mutató UV-mintázatát utánozzák. A hálót naponta megújítják, mert a méhek képesek emlékezni a mintázatokra és azokat helyszínekkel is összekötik.
A ragadozók olykor zsákmányállataik párzásra kész nőstényeit utánozzák, hogy elkapják a hímeket. Az észak-amerikai Photuris szentjánosbogár-fajok nőstényei (ún. "végzet asszonya" szentjánosbogarak) más nemek (pl. Photinus) nőstényeinek hívogató fényjelzéseit bocsátják ki. Az érkező hímeket megfogják és felfalják.

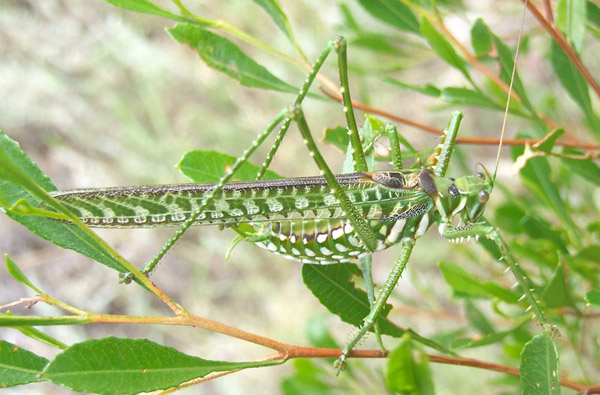
A Chlorobalius leucoviridis kabócák hangját utánozza

Az ausztráliai Chlorobalius leucoviridis szöcskefaj egyes kabócafajok nőstényeinek hangját utánozva csalja magához a hímeket. Kísérletekkel kimutatták, hogy hívóhangja más kontinensen élő kabócákra is hat. A szöcske és a szentjánosbogár példája mutatja hogy a mimikri nem csak a külső forma vagy szín felvételét jelentheti, hanem kiterjed fény-és hangjelzések utánzására is.
Vannak olyan húsevő növények, amelyek rovarokat utánozva képesek vadászatuk hatékonyságát megnövelni.
A ragadozónak azonban nem feltétlenül szükséges magához csalogatnia áldozatát, elegendő ha az nem ismeri őt fel időben. A ragadozó hasonlíthat a zsákmány számára semleges vagy akár hasznos (mutualista vagy szimbionta) fajhoz is.

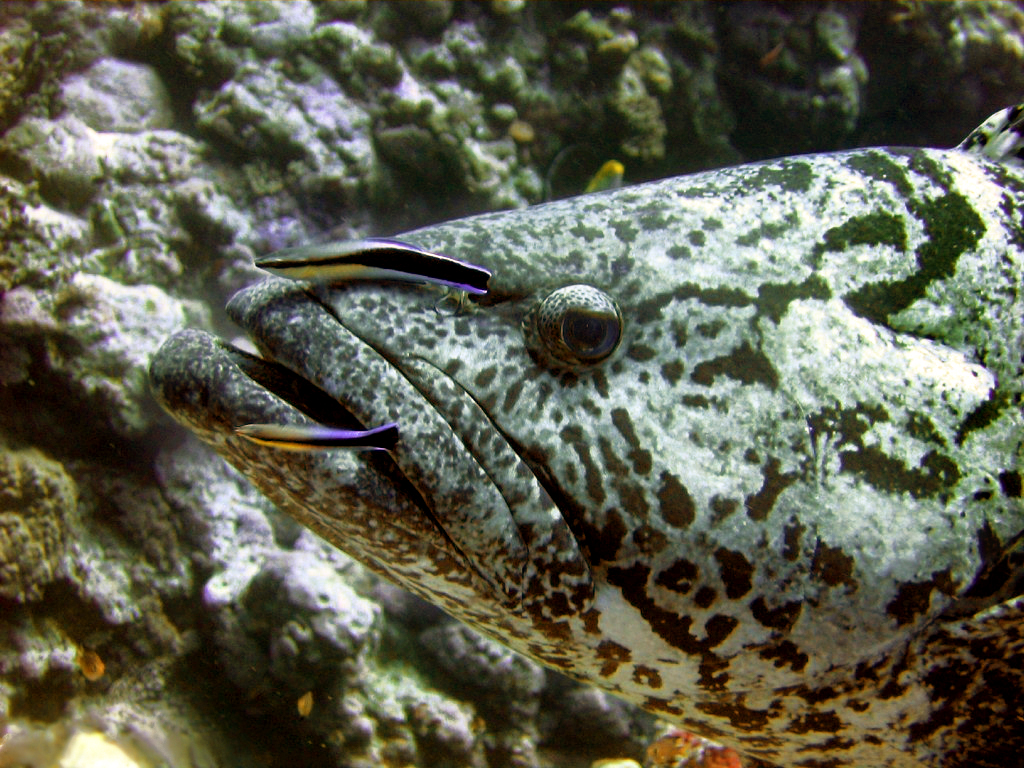
Tisztogatóhalak tengeri sügér (Epinephelus tukula) szennyeződéseit távolítják el

A tisztogatóhalak igen hasznosak a nagyobb fajok számára, mert eltávolítják róluk a parazitákat és az elhalt bőrdarabokat. Ezért a nagy halak közel engedik őket, sőt a szájukba, kopoltyúüregeikbe is beúszhatnak. Ezt használja ki az ál-tisztogatóhal (Aspidontus taeniatus), amely kék-fekete csíkos testével a hasznos Labroides dimidiatus-t imitálja, sőt annak mozgását is utánozza. A paraziták vadászása helyett azonban leharap egy darabot a nagy hal uszonyából, majd elmenekül. Áldozatai hamar megtanulnak különbséget tenni a valódi és hamis tisztogatóhal között, de ez extra időt is energiát igényel a részükről és a valódi tisztogatóhalak is rosszabb helyzetbe kerülnek, mert gyanakodva fogadják őket.
Egy másik érdekes példa az amerikai szalagos ölyv, amely a pulykakeselyűre emlékeztet és szívesen csatlakozik azok csoportjaihoz. A kisemlősök nem riadnak meg az élő zsákmányra nem vadászó keselyűcsapattól és könnyen áldozatul esnek a formációból hirtelen lecsapó ölyvnek. Ebben az esetben a keselyűkre nincs hatással – sem pozitívval, sem negatívval – az ölyv jelenléte.

#### Paraziták

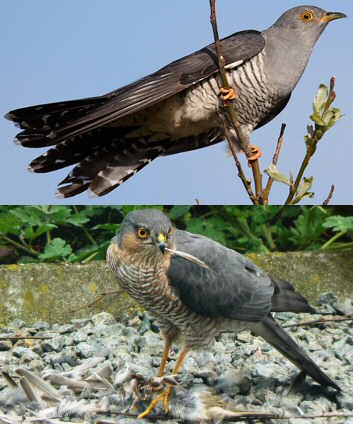
A fészekparazita kakukk (fent) a karvalyt utánozza, hogy elriassza a kisebb madarakat a fészkükről és legyen ideje elhelyezni a tojását.

A paraziták gyakran használják a mimikrit, bár helyzetük némileg eltérő az előbbiektől. Egyes paraziták gazdaállatuk zsákmányát utánozzák, hogy az megegye őket és így bekerüljenek a testébe. A Leucochloridium laposféreg az énekesmadarak emésztőrendszerében válik ivaréretté, petéi pedig az ürülékkel kikerülnek a külvilágba. Itt a borostyánkőcsigák (Succinea) megeszik őket. A csigák a féreg köztesgazdái, de életciklusa befejezéséhez szüksége van arra, hogy egy madár zsákmányul ejtse azokat. Sajnos gazdamadarai általában nem esznek csigát, ezért a féreg a csápokba vándorol, ahol élénk színű és pulzálóan mozgó sporocisztává alakul. A kukachoz hasonlító csigacsápok immár ellenállhatatlanul vonzzák az énekesmadarakat.
A Myrmeconema neotropicum fonálféreg hatására hangya (Cephalotes atratus) köztesgazdájának potroha élénkvörösre színeződik és érett gyümölcsre emlékeztet. A féreg arra is képes hogy rávegye gazdáját potroha felfelé emelésére. A fonálféreg végső gazdái, a madarak így könnyen észreveszik a hangyákat és megeszik őket.
Egyes nünükefajok lárvái képesek olyan anyagot kiválasztani, ami a méhek feromonjára emlékeztet. Belekapaszkodnak az odavonzott hím méhre, róla átkerülnek a nőstényre, aki beviszi őket a fészkébe. A fészekben a nünükelárvák a méhlárvákkal és a számukra felhalmozott mézzel és virágporral táplálkoznak.

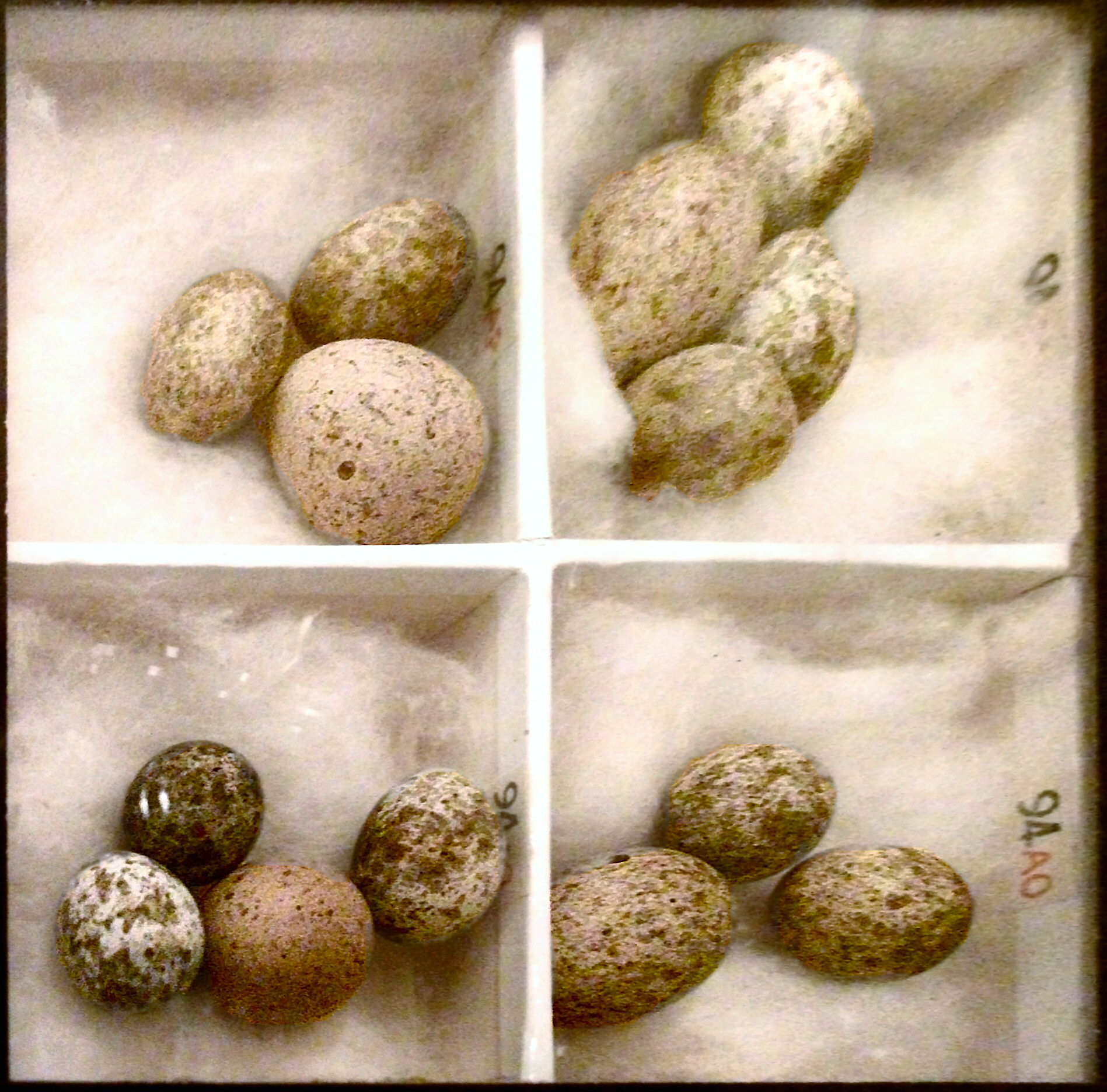
A nagyobb kakukktojás mintázata hasonlít annak a fajnak a tojására, amely fészkébe a nőstény kakukk rakja őket (ebben az esetben a cserregő nádiposzátáéra)

A gazda-parazita mimikri esetében a parazita saját gazdafaját utánozza. Ennek egyik példája a legismertebb fészekparazita, a kakukk, melynek tojója egy másik madárfaj fészkébe rakja tojását, hogy az ottani pár nevelje fel a fiókáját. Ehhez azonban arra van szüksége, hogy a fészek tulajdonosai ne tudják megkülönböztetni a saját- és a kakukktojásokat. Mvel a kakukkok több fajon is élősködnek, többféle, anyai ágon öröklődő változatuk is létezik; valamennyi egy-egy gazdafaj tojásának utánzására specializálódott. A fészekparazitizmusnak létezik fajon belüli verziója is, pl. a kercerécék esetében, amikor fajtársukkal költetik ki a tojásaikat, de ez nem tartozik a mimikri témakörébe.
Az olyan lepkék, mint a hangyaboglárkák kémiai mimikrit fejlesztettek ki. Hernyóik olyan anyagot választanak ki, amelytől a hangyadolgozók összetévesztik őket a saját lárváikkal és beviszik őket a bolyaikba, ahol táplálják őket.

### Reprodukciós mimikri
Reprodukciós mimikriről akkor beszélünk, amikor az utánzás segíti a faj szaporodását. A jelenség viszonylag gyakori a növényeknél, ahol nektár nélküli virágjaikkal nektárban dús fajok virágját utánozzák, hogy magukhoz vonzzák a méheket. Az új-guineai Pteroptyx tarsalis szentjánosbogár hasonló fényt bocsát ki, mint a nagy kolóniákat alkotó Pteroptyx effulgens és annak jelentős fényerejével saját nőstényeit is csalogatja. A mimikri más fajtáinak is lehet szaporodási vonzata, mint pl. a vavilovi mimikri érintheti a magokat, madarak utánozhatják egymás hangját, ragadozók hangjelzéseket vagy feromonokat utánozva csalogathatják a zsákmányukat, de ide tartoznak a fészakparazitimus esetei is.

#### Bakeri és dodsoni mimikri
A brit-amerikai botanikusról, Herbert G. Bakerről elnevezett bakeri mimikri az automimikri egy formája, ahol a nektárt nem termelő nőivarú virág ugyanazon faj nektártermelő hímivarú virágát másolja le, hogy magához vonzza a megtermékenyítő rovarokat. A mimikri ellenére a két nem között továbbra is fennállhat bizonyos fokú szexuális dimorfizmus. A jelenség főleg a Caricaceae család (ide tartozik pl. a papaja) tagjai között gyakori.
Az amerikai Calaway H. Dodson után elnevezett dodsoni mimikri szintén a növényeket érinti, ahol a virággal egy másik faj virágját utánozzák és bár nektárt nem kínálnak, ezáltal magukhoz vonzzák a megporzó rovarokat. Az Epidendrum ibaguense orchideafaj lepkék és kolibrik által beporzott virága például a sétányrózsára (Lantana camara) vagy a sétánybokorra (Asclepias curassavica) emlékeztet Az orchideák között gyakori ez a jelenség, pl. a bodzaszagú ujjaskosbor a jó nektártermelő tavaszi kankalint utánozza.

#### Pszeudokopulációs mimikri

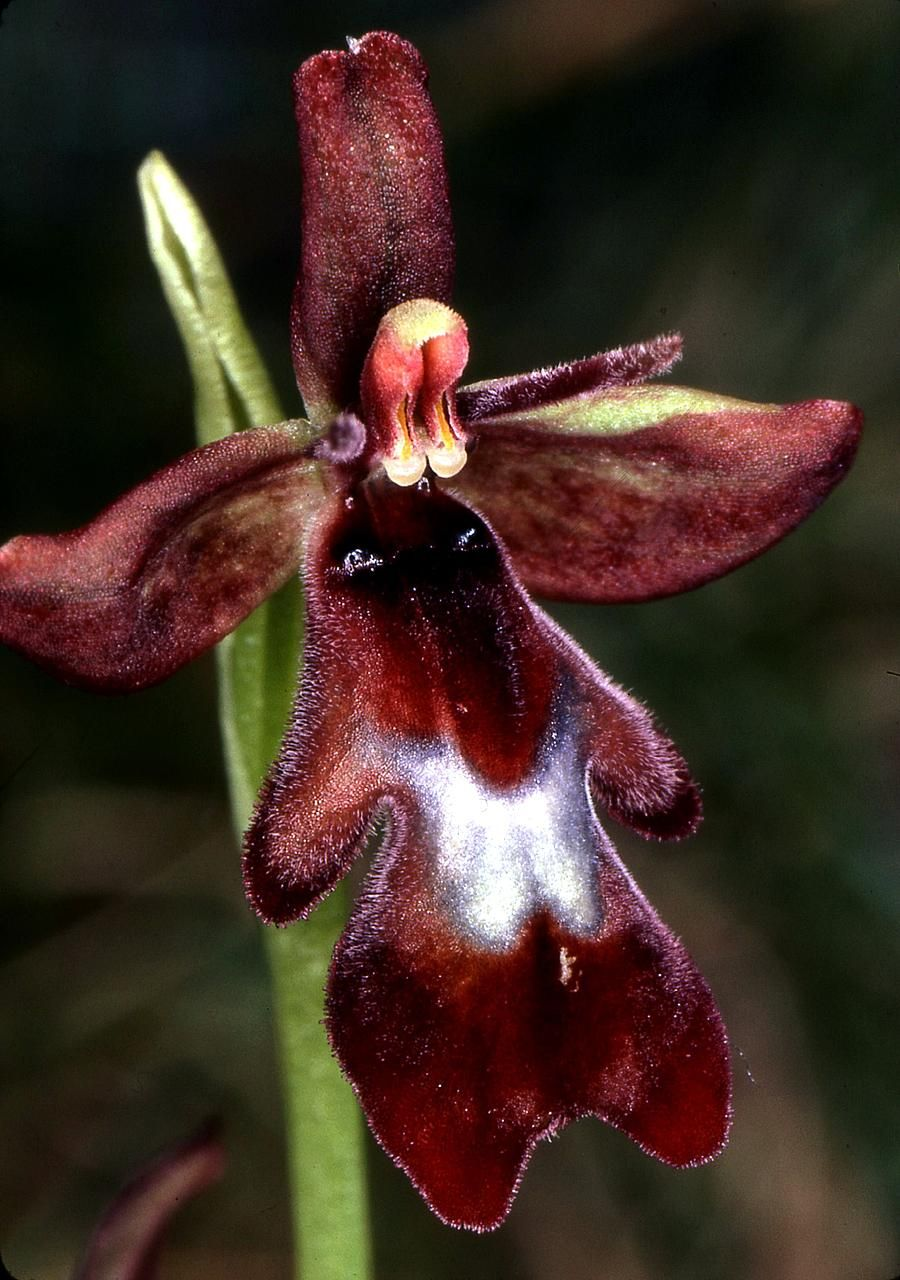
Légybangó virága

Pszeudokopulációra akkor kerül sor, amikor egy virág valamely rovarfaj nőstényét utánozza, hogy ezzel vonzza magához és ösztönözze párosodó mozgásra a hímeket. A jelenség hasonló a szentjánosbogarak korábban már említett csalogatásához, de a hím ebben az esetben kevésbé jár rosszul. Néha pouyanne-i mimikrinek is nevezik, a jelenséget először leíró francia Maurice-Alexandre Pouyanne után. Leggyakrabban az orchideák között fordul elő, amelyek elsősorban különféle méheket és darazsakat utánoznak olyan hatékonyan, hogy megtermékenyüléseik 60%-át is ennek a cselnek köszönhetik. Az ember számára a vizuális hasonlóság a legszembetűnőbb, de a rovar számára a tapintási érzet és illat valószínűleg legalább annyira fontos lehet.

#### Interszexuális mimikri
Interszexuális mimikriról akkor beszélünk, amikor – jellemzően a poligám fajoknál – az alacsonyabb rangú hímek a nőstényeket utánozzák, hogy lopva párosodni tudjanak velük. A Paracerceis sculpta tengeri ászkarák hímjei három formát is felvesznek. Közülük a háremüket gondosan őrző alfahímek a legnagyobbak. A bétahímek a nőstényekre hasonlítanak és igyekeznek besurranni a nőstények közé, hogy párosodjanak velük. A gammahímek a legkisebbek, ők a lárvákat utánozzák és ugyanúgy igyekeznek kijátszani az alfahímek éberségét. Az észak-amerikai Uta stansburiana gyíkfaj egyes hímjei utánozzák az őrzött, nem ovuláló nőstények sárga torokfoltját és elutasító magatartását. Ezáltal be tudnak surranni az ultradomináns narancs torkú hímek háremébe, de a kevésbé domináns, többnyire csak egy nőstényt őrző kék torkúak átlátnak a mesterkedésükön és elkergetik őket. A matriarchátusban élő foltos hiénák domináns nőstényeinek nemi szerve a hímeket utánozva pszeudopénisszé vált.

### Automimikri

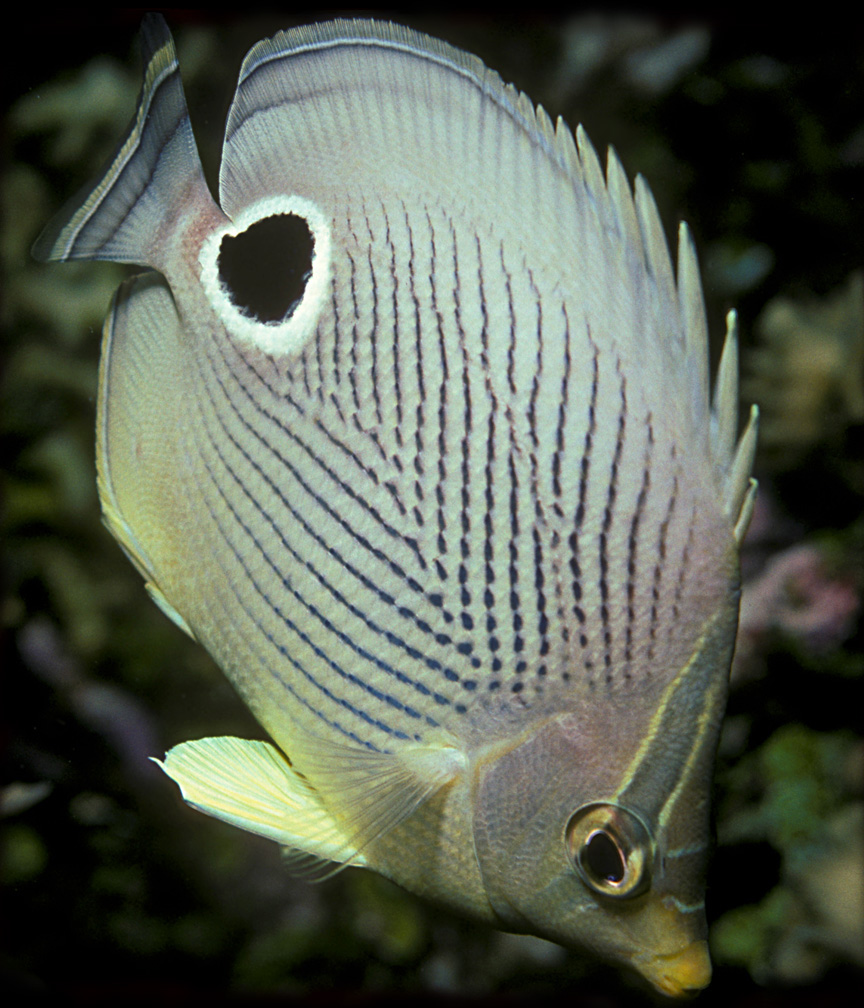
A négyszemű pillangóhal (Chaetodon capistratus) saját szemeit utánozva a ragadozók támadásait kevésbé érzékeny farkára irányítja

Az automimikri vagy önutánzás esetében az utánzó és a célpont egyazon fajhoz tartozik. Ilyen amikor az egyed egyes testrészei egy másikra hasonlítanak. Egyes kígyók farka a fejükre emlékeztet és viselkedésükkel is rájátszanak a hasonlóságra: veszély esetén hátrafelé mozognak és a ragadozó felé nyújtogatják a farkukat, így megvédve sérülékenyebb fejüket. Egyes halak szemfoltokat viselnek a farkuk közelében és ha enyhébb veszélyt észlelnek lassan hátrafelé úsznak, mintha a farkuk lenne a fejük. Egyes rovarok, mint a boglárkalepkék, hátsó szárnyukon viselnek olyan szemfoltokat és csápszerű kinövéseket, amelyet arra ösztönzik a ragadozókat, hogy ott támadják meg őket a fejük helyett. Egyes törpekuvik-fajok fejének hátsó oldalán szemfoltok láthatók, amivel megzavarják a ragadozókat.
Vannak akik az automimikri körébe sorolják azokat az eseteket, amikor a célpont ugyanazon faj egy másik alakja, pl. az interszexuális mimikrihez is csoportosított nőstény-, illetve hímutánzás.

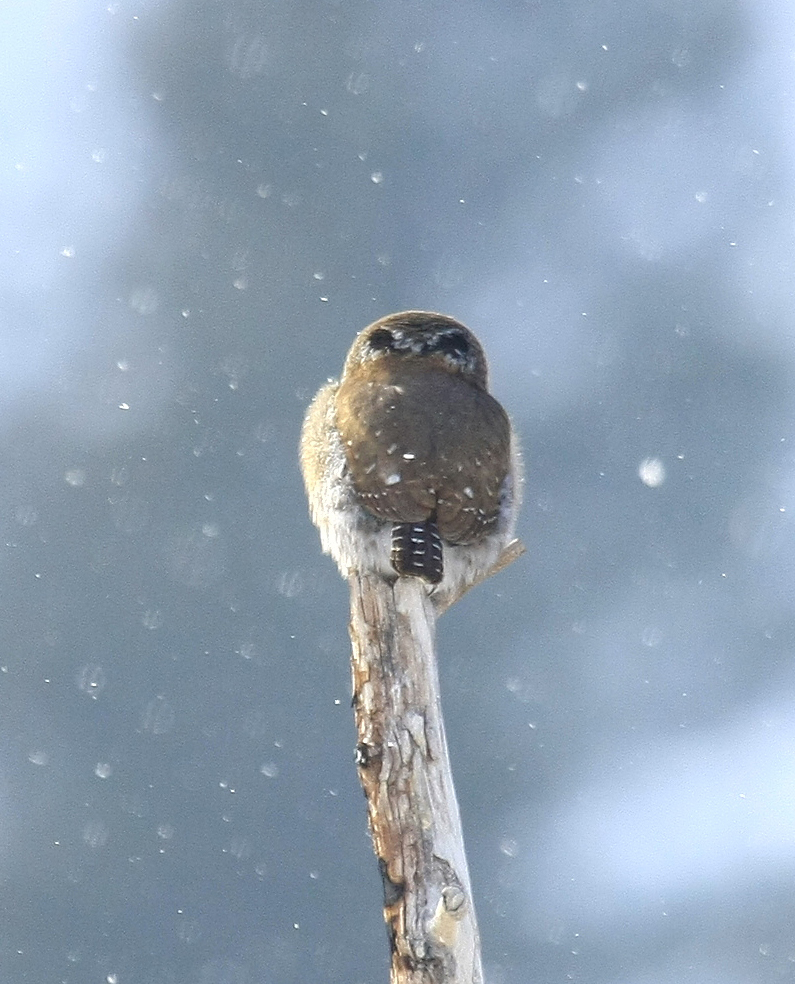
Kaliforniai törpekuvik (Glaucidium californicum) szemfoltjai

Némely rovarok rossz ízűek vagy mérgezőek ha bizonyos növényekkel táplálkoznak, más táplálékon élve azonban ehetőek. A bűzpillefélékhez (Danainae) tartozó egyes lepkék hernyói selyemkórókon élve magukba építik azok méreganyagait és mérgezővé válnak; ezen állapotukat élénk színekkel és mintákkal hirdetik is. Más tápnövényen rágva azonban hiányoznak belőlük a méreganyagok, de a színezetük ugyanolyan. Mivel a hasonlóság fajon belül marad, ez az eset is automimikrinek minősül.

## Evolúciója
A legelfogadottabb nézet szerint a mimikri evolúciója – legalábbis a lepkék esetében – kétlépéses folyamat. Az első lépésben egy olyan gén mutálódik, amely a morfológiáért felelős nagyobb géncsoportot szabályoz és jelentős alaktani változás következik be. A második lépésben kisebb gének változásai finomítanak a változáson, hogy javuljon a hasonlóság. A kétlépéses modellt gyakorlati bizonyítékok is alátámasztják, miszerint néhány pontmutáció is elegendő lehet nagy fenotípusos változások előidézéséhez, míg más mutációk kisebb hatással bírnak. A modellt populációgenetikai számítógépes szimulációk is támogatják. Érdekesség, hogy a Papilio polytes pillangó mimikrijét a nemet meghatározó doublesex gén tartja ellenőrzése alatt.
A mimikri sosem teljesen tökéletes, de a felületes hasonlóság is segíthet az állatnak hogy rossz látási viszonyok között vagy a látótere szélén elkerülje a ragadozó támadását.
A külső hasonlóság nem minden esetben a mimikri műve, sokszor a konvergens evolúció miatt hasonlítanak egymásra az élőlények, pl. a korallzátonyok trópusi halai, vagy a fenéken élő puhatestűek és szivacsok.

## Fordítás
- Ez a szócikk részben vagy egészben  a   Mimicri című angol Wikipédia-szócikk ezen változatának fordításán alapul.  Az eredeti cikk szerkesztőit annak laptörténete sorolja fel. Ez a jelzés csupán a megfogalmazás eredetét és a szerzői jogokat jelzi, nem szolgál a cikkben szereplő információk forrásmegjelöléseként.